# 경주 박씨
경주 박씨(慶州 朴氏)는 한국의 성씨이다.

## 역사
시조 박상(朴像, 초명은 박앙(朴昻))은 신라 제5대 군주 파사 이사금(婆娑 이사금(尼師今)의 38세손이다.
《경주박씨세보(慶州朴氏世譜)》에 의하면 시조 박상은 고려 말기에 예문관(藝文館) 응교(應敎)를 거쳐 국자직학(國子直學)을 역임한 박자신(朴自信)의 아들로 1451년(조선 문종 1) 문과(文科)에 급제하여 홍문관(弘文館)의 저작(著作)이라는 관직을 지냈으나, 계유정난으로 수양대군이 어린 단종 임금을 쫓아내고 왕위(王位)를 찬탈하자 이를 개탄하여 벼슬의 뜻을 버리고 매월당(梅月堂) 김시습(金時習, 생육신의 한 사람)과 아울러 수양산(首陽山)으로 들어가 충정공(忠貞公) 박심문(朴審門) 등과 함께 도의(道義)를 강론하였으며, 만년에 함안(咸安) 서쪽 평광리(平廣里) 백이산(伯夷山) 아래에 은거(隱居)하여 절의를 지켰다고 한다. 그 후 임진왜란 중 경주박씨세보 문서 일부가 불에 타 사라졌다.

## 참고 자료
- 《경주박씨세보(慶州朴氏世譜)》